# Vlag van Magway

Vlag van Magway

De vlag van Magway heeft een zegel van Magway op een geel veld met de tekst မကွေးတိုင်းဒေသကြီး ("Regio Magway") boven de zegel in groen. De vlag is sinds 2021 in gebruik genomen.
De vorige vlag die 1974 tot 2010 werd gebruikt, heeft een oranje veld met de rode tekst "မကွေးတိုင်း" (wat "Divisie Magway" betekent).
De vorige vlag die 2010 tot 2021 werd gebruikt, heeft een geel veld beladen met voormalig zegel (2010-2021).

Historische vlaggen
1974–2010
2010–2021